# VELVET PΛW
VELVET PΛW（ベルベット・パウ、ベルベットパウ、VELVET PAW）は日本のプログレッシブ・ロック・バンド。

## 来歴
1981年、当時中学生の桐生千弘により結成される。1982年にライブデビューし、以後ライブを中心に活動するが、1988年1月、CBS・ソニー/ラオックス・レディースコンテストにおいてスポンサー賞を受賞しCBS・ソニーからデビューが決まる。同年から1991年まで毎年NAONのYAONに参加する。1989年7月21日、アルバム「VELVET PΛW」によりメジャー・デビューを果たす。笹路正徳をプロデューサーに迎えた2ndアルバム『SIGN』以降もコンスタントにアルバムを制作するが、1995年、活動を休止した。

## メンバー
デビュー時のメンバーは次のとおり。
- 桐生千弘 - ドラム、ボーカル、作詞・作曲
- 須賀直美 - ボーカル
- 平野安芸子 - ベース
- 高澤祥子 - ギター
- 増田友希江 - キーボード

## ディスコグラフィー

### シングル
1. 太陽をつれて(1991年5月22日)SRDL-3288
2. 目覚めるまで(1992年10月1日)SRDL-3547

### アルバム
1. VELVET PΛW(1989年7月21日)32DH-5281
2. SIGN(1990年7月1日)CSCL-1190
3. Desire(1991年4月25日)SRCL-1790
4. 目覚めるまで(1992年10月21日)SRCL-2489